# بنییر-دو-بیگور
بنییر-دو-بیگور (به فرانسوی: Bagnères-de-Bigorre) یک کمون در فرانسه است که در canton of Bagnères-de-Bigorre واقع شده‌است.

## خصوصیات
بنییر-دو-بیگور ۱۲۵٫۸۶ کیلومترمربع مساحت و ۸٬۰۴۷ نفر جمعیت دارد و ۵۵۰ متر بالاتر از سطح دریا واقع شده‌است.

## خواهرخوانده
شهرهای توتزینگ، الهاما دو گرانادا و گرانارولو دل‌امیلیا خواهرخوانده‌های بنییر-دو-بیگور هستند.

## نگارخانه

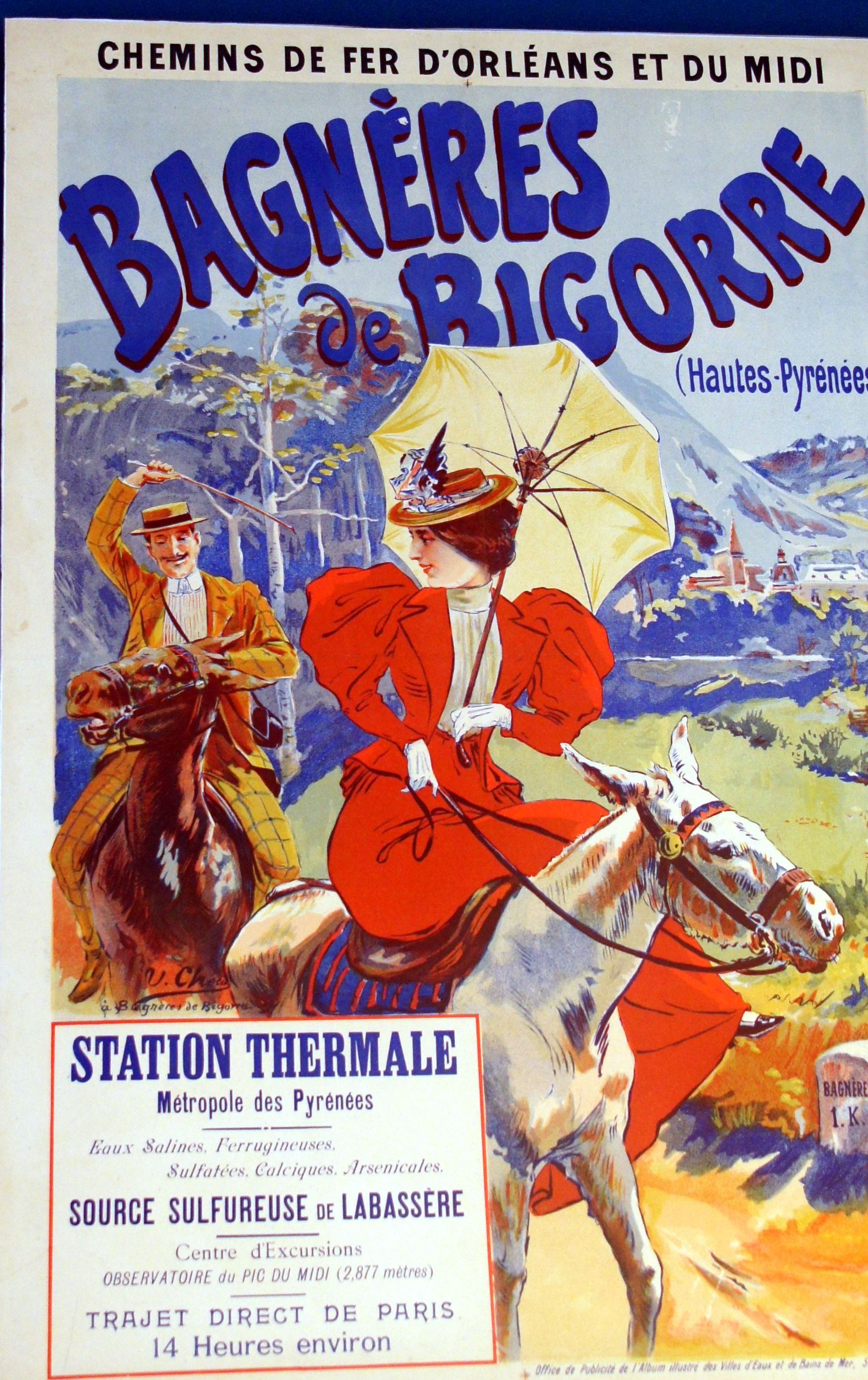
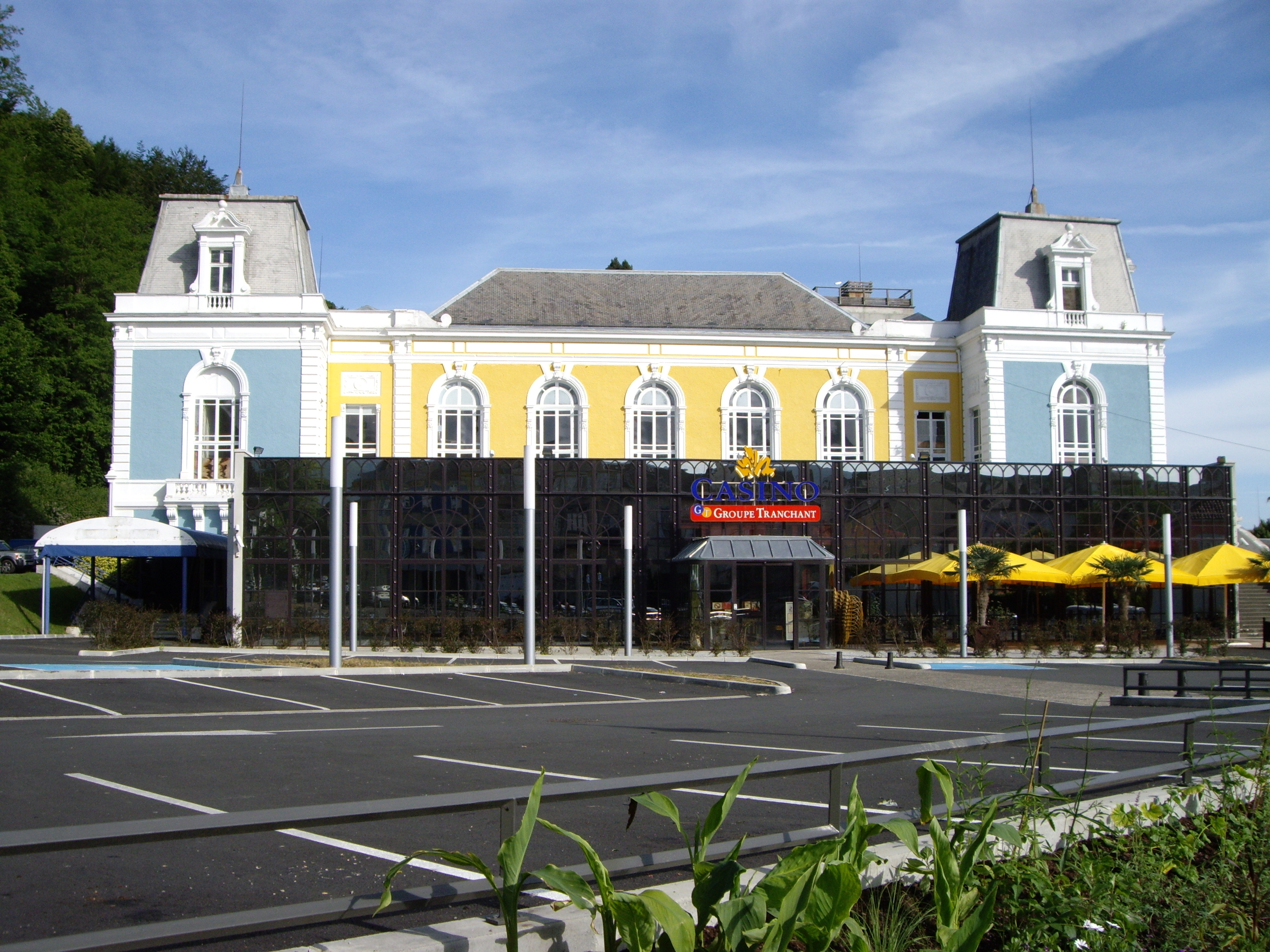
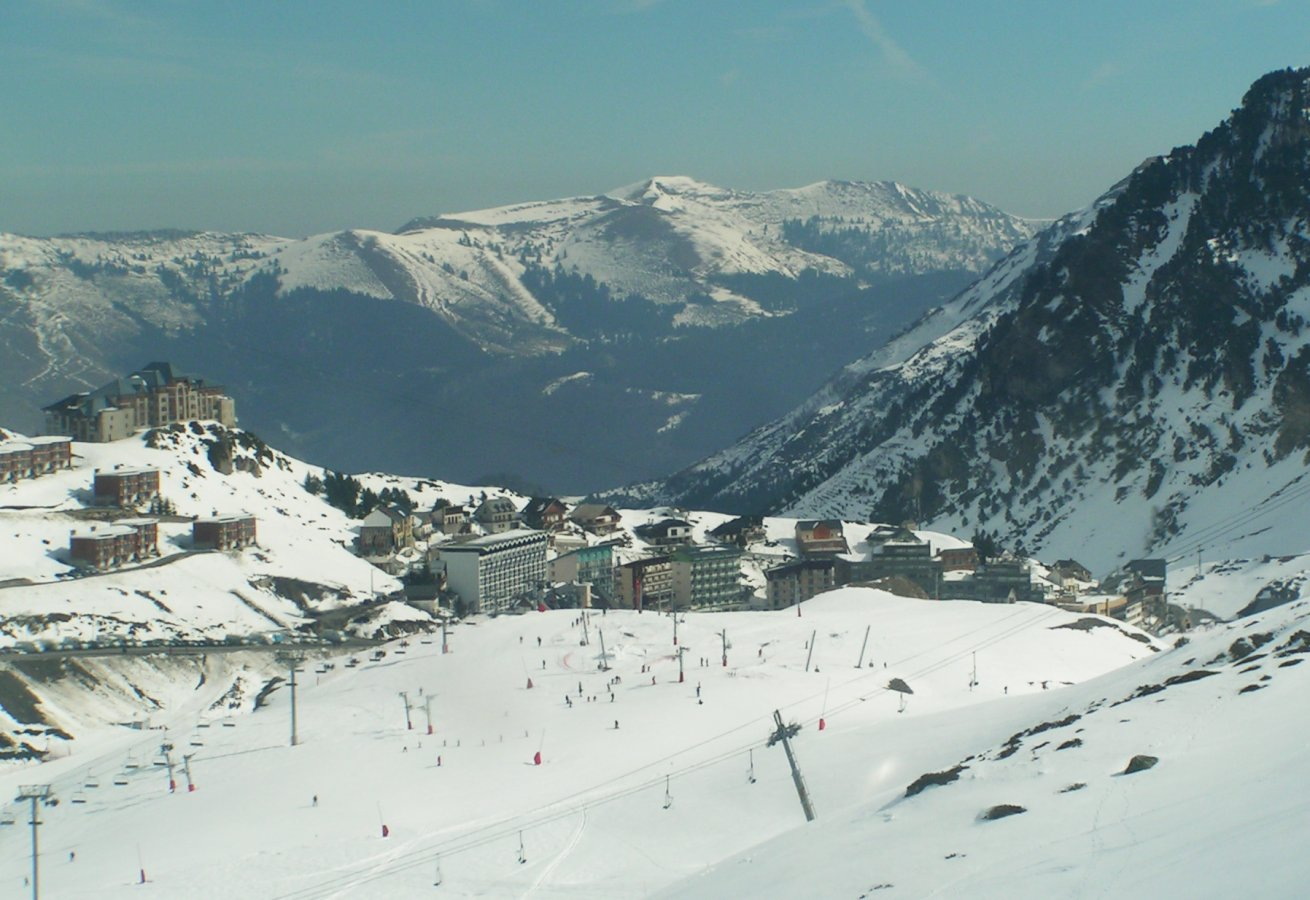